# Hiroki Ito (fotbollsspelare född 1999)
Hiroki Ito (伊藤 洋輝 Ito Hiroki?), född 12 maj 1999 i Shizuoka prefektur, är en japansk fotbollsspelare som spelar för Bayern München.

## Klubbkarriär
Den 13 juni 2024 värvades Ito av Bayern München, där han skrev på ett fyraårskontrakt.

## Landslagskarriär
I maj 2019 blev han uttagen i Japans trupp till U20-världsmästerskapet 2019.
I november 2022 blev Ito uttagen i Japans trupp till VM 2022.